# ووستر پارک
latitudeووستر پارکlongitudeووستر پارک
ووستر پارک (به انگلیسی: Worcester Park، تلفظ: ‎i‎/ˈwʊstər/‎ WUUS-tər) یک ناحیه در لندن است که در منطقه ساتون لندن واقع شده‌است.

## خصوصیات
ووستر پارک ۱۶٬۰۳۱ نفر جمعیت دارد.